# Semimaru
Semimaru (蝉丸; fl. X secolo) è stato un poeta e musicista giapponese del primo periodo Heian (794-1185).
È noto per l'inclusione delle sue poesie nell'Ogura Hyakunin Isshu, ma non ci sono resoconti storici sulla sua figura. Alcune teorie indicano che sia figlio dell'imperatore Uda, il principe Atsumi, o che sia il quarto figlio dell'imperatore Daigo.
Secondo la tradizione, era cieco e maestro di biwa (liuto giapponese), il che ha portato alcuni a credere che fosse il principe Hitoyasu, quarto figlio dell'imperatore Ninmyō. Nell'Heike monogatari, vol. 10: "Kaido-kari", si dice che abbia vissuto a Shikomiya Kawara di Yamashina, ed è considerato il fondatore dei 琵琶法師 (biwa hōshi?, monaci col biwa)).
Si dice che fosse un maestro del Mumyo, un famoso strumento biwa che in seguito divenne un tesoro imperiale. La data di nascita e di morte è sconosciuta, ma il 24 maggio del calendario lunisolare e il 24 giugno del calendario gregoriano sono considerati il "giorno della memoria di Semimaru".
Secondo il Konjaku monogatarishū, Semimaru era un suonatore di biwa cieco che viveva da solo in una capanna di paglia in una grotta ad Afusaka no Seki, un sekisho (posto di blocco) al confine tra la provincia di Yamashiro e la provincia di Omi. Un santuario shintoista fu costruito lì nel X secolo e alla fine divenne noto come Semimaru jinja.
Osservando il traffico sulla strada per la capitale, avrebbe composto il seguente waka (和歌):
(Ogura Hyakunin Isshu 10)
Per questo motivo è anche conosciuto come Seki no Akagami (関の明神). Secondo il Konjaku monogatarishū (Libro 24, racconto 23), per tre anni Minamoto no Hiromasa viaggiò regolarmente dalla capitale, sperando di ascoltare e incontrare Semimaru. Alla fine, si sono incontrati e Semimaru gli ha insegnato a suonare le melodie per biwa (琵琶) Ryūsen (流泉) e Takuboku (啄木).
Fu consacrato come myōjin (divinità splendente) del checkpoint di Osaka no seki (関の明神, Seki no myōjin).
Per quanto riguarda le sue poesie waka, quello sopra citata appare nell'antologia Gosen Wakashū, altre sue poesie sono incluse nelle antologie imperiali Shin Kokin Wakashū, Kokinwakashū e Shokukokin Wakashū. È menzionato anche in altre opere come il Konjaku monogatarishū e l' Heike monogatari.
Nel teatro nō c'è un'opera teatrale di Zeami Motokiyo dal titolo Semimaru, in cui viene descritta la vita di un "giovane, cieco dalla nascita... abbandonato su una montagna da suo padre", e sua sorella, Sakagami (逆髪), " una bella giovane donna" che "soffre episodi di inspiegabile follia che la costringono a vagare per le campagne senza meta". Sua sorella maggiore, chiamata Sakagami, visitò Osaka no seki per prendersi cura a vicenda delle loro infermità, fino ad una triste separazione. Non è noto se il Semimaru di questo racconto sia lo stesso poeta dell'Ogura Hyakunin Isshu.

## Siti storici relativi a Semimaru
- Santuario di Seki Semimaru (関蝉丸神社, Seki no Semimaru Jinja) - Un santuario dedicato a Semimaru situato a Ōsakayama (逢坂山), una montagna vicino la città di Ōtsu nella prefettura di Shiga.
- Santuario di Semimaru - Un santuario dedicato a Semimaru nella città di Yonago, prefettura di Tottori.
- Santuario di Semimaru - Un santuario dedicato a Semimaru (Semimaru Okami) situato a Otani-cho, città di Ōtsu, prefettura di Shiga.
- Tomba di Semimaru - C'è una pagoda di pietra nella città di Echizen, nella prefettura di Fukui, che si dice sia la tomba di Semimaru.